# Estadio San Juan de Puebloviejo
El Estadio San Juan es un estadio multiusos. Está ubicado en la ciudad de Puebloviejo, provincia de Los Ríos. Fue inaugurado en el año 2006. Es usado para la práctica del fútbol, Tiene capacidad para 1.000 espectadores.
Desempeña un importante papel en el fútbol provincial, ya que los clubes de la vecina provincia de Cañar como el Club Deportivo Cañar Fútbol Club y el Club Deportivo Ciudadelas del Norte hacen o hacían de local en este escenario deportivo, que participan en el Campeonato Provincial de Segunda Categoría de Cañar.
El estadio es sede de distintos eventos deportivos a nivel local, ya que también es usado para los campeonatos escolares de fútbol que se desarrollan en la ciudad en las distintas categorías, también puede ser usado para eventos culturales, artísticos, musicales de la localidad.
- Datos: Q16303229